# Cielo e terra
«Cielo e terra» (en español: «Cielo y tierra») es una canción compuesta por Mario Robbiani e interpretada en italiano por Anita Traversi. Se lanzó como sencillo en 1960 mediante Jolly Hi-Fi Records. Fue elegida para representar a Suiza en el Festival de la Canción de Eurovisión de 1960 tras ganar la final nacional suiza, Schweizer Vorentscheid 1960.

## Festival de la Canción de Eurovisión 1960

### Selección
«Cielo e terra» calificó para representar a Suiza en el Festival de la Canción de Eurovisión 1960 tras ganar la final nacional suiza, Schweizer Vorentscheid 1960.

### En el festival
La canción participó en el festival celebrado en el Royal Festival Hall el 29 de marzo de 1960, siendo interpretada por la cantante suiza Anita Traversi. La orquesta fue dirigida por Cédric Dumont.
Fue interpretada en noveno lugar, siguiendo a Mónaco con François Deguelt interpretando «Ce soir-là» y precediendo a los Países Bajos con Rudi Carrell interpretando «Wat een geluk». Al final de las votaciones, la canción recibió 5 puntos, obteniendo el octavo puesto de 13 junto a Italia.

## Versiones
- En 1960, Tonina Torrielli, una de las representantes de Italia en el Festival de la Canción de Eurovisión 1956, grabó la canción.[7]